# بارد، آئوستا ولی
بارد، آئوستا ولی (به ایتالیایی: Bard, Aosta Valley) یک کومونه در ایتالیا است که در واله دائوستا واقع شده‌است.

## خصوصیات
بارد ۳ کیلومترمربع مساحت و ۱۳۴ نفر جمعیت دارد و ۴۰۰ متر بالاتر از سطح دریا واقع شده‌است.